# Laomedonte de Mitilene
Laomedonte (en griego Λαoμέδων) fue uno de los generales de Alejandro Magno durante el siglo IV a. C. Hijo de Lárico, nació en Mitilene. Parece que gozaba de la confianza del rey incluso antes de la muerte de Filipo II de Macedonia, pues fue uno de los degradados por dicho monarca (junto a su hermano Erigio, Ptolomeo I Sóter, Nearco y otros) por las intrigas del joven príncipe. Tras la muerte de Filipo en el 336 a. C., Laomedonte, junto al resto de perjudicados, recibió el mayor de los honores de Alejandro: acompañarle a Asia, donde, gracias a su dominio de la lengua persa, fue encargado del trato a los cautivos. Aunque no es mencionado posteriormente en las campañas de Alejandro, la alta consideración de la que gozaba es atestiguada por su posterior nombramiento como Gobernador de la provincia de Siria a la muerte de Alejandro (323 a. C.). Su cargo se mantuvo tras la segunda repartición de Triparaíso (321 a. C.), pero no pasó mucho tiempo antes de que las provincias de Fenicia y Celesiria llamaran la atención de su poderoso vecino Ptolomeo. Inicialmente, el macedonio, ahora rey de Egipto ofreció a Laomedón una importante suma de dinero a cambio de su gobierno; pero al rechazar este sus proposiciones, envió a Nicanor al mando de un ejército destinado a invadir Siria. Laomedón fue incapaz de ofrecer una resistencia efectiva a esta amenaza: fue hecho prisionero por Nicanor y deportado a Egipto, de donde, sin embargo, consiguió escapar, uniéndose a Alcetas en Pisidia. Es probable que tomara parte en el subsiguiente enfrentamiento entre Alcetas, Átalo, y el resto de partidarios de Pérdicas contra Antígono, compartiendo el destino del grupo (320 a. C.), aunque no se le menciona individualmente.